# John McLean
John McLean (11 marzo 1785 – Cincinnati, 4 aprile 1861) è stato un politico statunitense.
Fu il sesto direttore generale delle poste degli Stati Uniti nel corso della presidenza di James Monroe prima e durante la presidenza di John Quincy Adams poi.

## Biografia
Nacque nella Contea di Morris, nel New Jersey, da Fergus McLean e Sophia Blackford. I suoi fratelli William McLean e Finis McLean furono entrambi celebri politici dell'epoca. 
Fra le altre cariche ricoperte quella di giudice associato della Corte Suprema degli Stati Uniti dal 7 marzo 1829 al 4 aprile 1861. Scrisse l'osservazione dissenziente nella sentenza del caso Scott contro Sandford.
Sposò Rebecca E. Edwards McLean e Ludlow Bella Sara Garrard McLean. Alla sua morte il corpo venne sepolto nello Spring Grove Cemetery.